# Liste de supernovas
Pour un article plus général, voir Supernova.

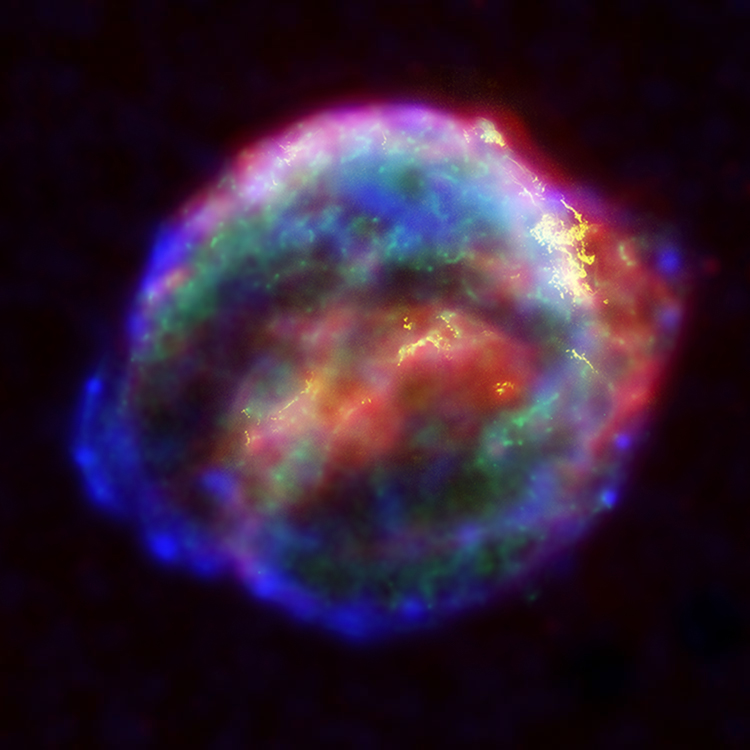
Rémanent de SN 1604.

Voici une liste non exhaustive de supernovas.

## Listes
L'année de première observation figure dans le nom attribué à chaque supernova. Sinon, il est indiqué entre parenthèses.

### Avant 2014
Liste incomplète

| Nom (date)               | Constellation         | Magnitude apparente | Distance (al) | Type            | Galaxie                 | Notes |
| ------------------------ | --------------------- | ------------------- | ------------- | --------------- | ----------------------- | --- |
| SN 185                   | Centaure              | −4 ?                | 8 200         | probablement Ia | Voie lactée             | Le rémanent est probablement RCW 86. Certains chercheurs proposent que les témoignages de l'époque réfèrent plutôt à une comète qu'à une supernova,.                                       |
| SN 386                   | Sagittaire            | +1,5                | 14 700        | II              | Voie lactée             | Le rémanent est probablement G11.2-0.3, |
| SN 393                   | Scorpion              | –0                  | 34 000        |                 | Voie lactée             | |
| SN 1006                  | Loup                  | –7,5                | 7 200         | Ia              | Voie lactée             | Observée à maints endroits sur Terre. Événement céleste le plus brillant jamais rapporté dans l'Histoire.                                                                                  |
| SN 1054                  | Taureau               | –6                  | 6 500         | II              | Voie lactée             | Le rémanent est la nébuleuse du Crabe |
| SN 1181                  | Cassiopée             | 0                   | 8 500         |                 | Voie lactée             | |
| SN 1572                  | Cassiopée             | –4,0                | 8 000         | Ia              | Voie lactée             | Nova de Tycho |
| SN 1604                  | Ophiuchus             | –3                  | 14 000        | I               | Voie lactée             | Étoile de Kepler. La plus récente supernova observée dans la Voie lactée. |
| Cas A, (ca. 1680)        | Cassiopée             | +5                  | 9 000         | IIb             | Voie lactée             | N'a pas été observée (peut-être à cause de la poussière interstellaire). Le rémanent associé serait Cas A, la plus brillante source radio extrasolaire du ciel.                            |
| SNR G1.9+0.3, (ca. 1868) | Sagittaire            |                     | 25 000        |                 | Voie lactée             | Découverte « posthume » en 1985 ; âge calculé en 2008 |
| SN 1885A                 | Andromède             | +7                  | 2 400 000     | Ipec            | Galaxie d'Andromède     | Première observation d'une supernova extragalactique |
| SN 1895B (en)            | Centaure              | +8                  | 11 900 000    | Ia              | NGC 5253                | |
| SN 1937C                 | Chiens de chasse      | +8,4                | 13 000 000    | Ia              | IC 4182                 | |
| SN 1939C (en)            | Céphée                | +13                 | 25 200 000    | I               | NGC 6946                | Surnommée « galaxie du feu d'artifice », NGC 6946 abrite 10 supernovas découvertes entre 1917 et 2017.                                                                                     |
| SN 1940B                 | Chevelure de Bérénice | +12,8               | 38 000 000    | II-P            | NGC 4725                | Première observation d'une supernova de type II[réf. souhaitée] |
| SN 1961V (en)            | Persée                | +12,5               | 30 000 000    | II ?            | NGC 1058                | Supernova imposteuse potentielle. |
| SN 1969E                 | Vierge                |                     | 51 000 000    |                 | NGC 4526                | |
| SN 1972E                 | Centaure              | +8,7                | 10 900 000    | Ia              | NGC 5253                | Observée plus d'un an, elle est un modèle de supernova de type Ia. |
| SN 1983N                 | Hydre                 | +11,8               | 15 000 000    | Ib              | M83                     | Première observation d'une supernova de type Ib |
| SN 1986J                 | Andromède             | +18,4               | 30 000 000    | IIn             | NGC 891                 | Très lumineuse dans le domaine radio |
| SN 1987A                 | Dorade                | +2,9                | 160 000       | IIpec           | Grand Nuage de Magellan | Observée le 23 février 1987 à 7 h 35 min 35 s TU. Supernova dont on a observé l'émission de neutrinos et retracé l'étoile sur d'anciennes images.                                          |
| SN 1991T                 |                       |                     |               |                 |                         | |
| SN 1993J (en)            | Grande Ourse          | +10,8               | 11 000 000    | IIb             | M81                     | L'une des supernovas les plus lumineuses dans l'hémisphère nord depuis 1954. |
| SN 1994D                 | Vierge                |                     | 51 000 000    | Ia              | NGC 4526                | |
| SN 1996ca                | Verseau               | +16,5               | 220 000 000   | Ia              | NGC 7300                | |
| SN 1998bw                | Télescope             |                     | 140 000 000   | Ic              | ESO 184-G82             | |
| SN 1999eh                | Lynx                  | +18,3 ± 0,3         | 84 000 000    | I               | NGC 2770                | |
| SN 1999el                | Céphée                | +15,4               | 60 900 000    | IIn             | NGC 6951                | |
| SN 2000E                 | Céphée                | 14,3                | 60 900 000    | Ia              | NGC 6951                | |
| SN 2002bj (en)           | Loup                  | +14,7               | 160 000 000   | .Ia             | NGC 1821                | Éjection de type AM Canum Venaticorum (en). |
| SN 2003fg (en)           | Bouvier               |                     | 4 000 000 000 | Ia              |                         | Aussi connue comme « supernova Champagne » |
| SN 2004dj                | Girafe                |                     | 8 000 000     | II-P            | NGC 2403                | |
| SN 2005ap                | Chevelure de Bérénice |                     | 4 700 000 000 | II              | Anon J130114+2743       | C'est (intrinsèquement) la supernova la plus brillante jamais observée. |
| SN 2005gj (en)           | Baleine               |                     | 865 000 000   | Ia/II-n         | ?                       | Présente les caractéristiques de Type Ia et IIn. |
| SN 2005gl (en)           | Poissons              | +16,5               | 200 000 000   | II-n            | NGC 266                 | L'étoile a été trouvée sur de vieilles images. |
| SN 2006gy                | Poissons              | +15                 | 240 000 000   | IIn (*)         | NGC 1260                | |
| SN 2007bi                | Vierge                | +18,3               |               | Ic ?            |                         | Très brillante et de longue durée, premières bonnes observations d'une supernova par production de paires. Elle proviendrait d'une étoile dont la masse est estimée à 200 masses solaires. |
| SN 2007uy (en)           | Lynx                  | +16,8               | 84 000 000    | Ibc             | NGC 2770                | Éclipsée en éclat par SN 2008D. |
| SN 2008D (en)            | Lynx                  |                     | 88 000 000    | Ibc             | NGC 2770                | Première observation d'explosion de supernova. |
| SN 2009ip (en)           | Poisson austral       |                     | 66 000 000    | IIn             | NGC 7259                | |
| SN 2010lt                | Girafe                | +17                 | 248 800 000   | Ia              | UGC 3378                | |
| SN 2011dh                | Grande Ourse          | +12,5               | 23 000 000    | IIp             | M51                     | |
| SN 2011fe                | Grande Ourse          | +10,0               | 21 000 000    | Ia              | M101                    | |
| SN 2011kl = GRB 111209A  |                       |                     |               |                 |                         | |
| SN 2012im                | Indien                |                     | 180 000 000   | Ic              | NGC 6984                | |
| SN 2013ek                | Indien                |                     | 180 000 000   | Ib              | NGC 6984                | |

### 2014 (139 supernovas)
| Nom      | Constellation | Magnitude apparente | Distance (al) | Type | Galaxie | Notes |
| -------- | ------------- | ------------------- | ------------- | ---- | ------- | ----- |
| SN 2014J | Grande Ourse  | 10,5                | 11 500 000    | Ia   | M82     |       |

- SN 2014ea = PSN J10483231+2635179, dans UGC 5912
- SN 2014eb = PSN J09525558+4250511, dans UGC 5295
- SN 2014ec = PSN J11023520+5035094, dans UGC 6109
- SN 2014ed
- SN 2014ee = PSN J07591099+3254392 = PSN J07591178+3254399, dans UGC 4132
- SN 2014ef
- SN 2014eg, dans ESO 154-G10
- SN 2014eh
- SN 2014ei

### 2015 (60 supernovas)
| Nom       | Nom provisoire        | Constellation  | Galaxie                         | Distance (al) | Date              | Magnitude |
| --------- | --------------------- | -------------- | ------------------------------- | ------------- | ----------------- | --------- |
| SN 2015A  | PSN J09411555+3553174 | Petit Lion     | NGC 2955                        | 349 000 000   | 9 janvier 2015    |           |
| SN 2015B  | PSN J12543553-1234186 | Corbeau        | NGC 4782                        | 239 000 000   | 5 janvier 2015    |           |
| SN 2015C  | PSN J13183047-1436446 |                | IC 4221                         |               | 7 janvier 2015    |           |
| SN 2015D  | PSN J13124116+1236018 | Vierge         | NGC 5020                        | 176 000 000   | 18 janvier 2015   |           |
| SN 2015E  |                       |                |                                 |               | 13 janvier 2015   |           |
| SN 2015F  | PSN J07361576-6930230 | Poisson volant | NGC 2442                        | 76 200 000    | 9 mars 2015       |           |
| SN 2015G  | PSN J20372558+6607115 | Céphée         | NGC 6951                        | 60 900 000    | 23 mars 2015      |           |
| SN 2015H  | PSN J10544216-2104138 | Hydre          | NGC 3464                        | 197 000 000   | 10 février 2015   |           |
| SN 2015I  | PSN J07174570+2320406 | Gémeaux        | NGC 2357                        | 117 000 000   | 2 mai 2015        |           |
| SN 2015J  |                       |                |                                 |               | 27 avril 2015     |           |
| SN 2015K  | PSN J23355226+2336521 | Pégase         | NGC 7712                        |               | 25 avril 2015     |           |
| SN 2015L  | ASASSN-15lh           | Indien         | APMUKS (BJ) B215839.70-615403.9 | 3 819 000 000 | 14 juin 2015      | 17        |
| SN 2015M  | PSN J13003230+2758411 |                |                                 |               | 13 mai 2015       |           |
| SN 2015N  | PSN J21431689+4334476 |                | UGC 11797                       |               | 6 juillet 2015    |           |
| SN 2015O  | PSN J18134923+1314159 |                |                                 |               | 22 juin 2015      |           |
| SN 2015P  | PSN J12503072-1052405 |                | MCG-02-33-20                    |               | 7 juin 2015       |           |
| SN 2015Q  | PSN J11473508+5558147 | Grande Ourse   | NGC 3888                        | 123 000 000   | 17 juin 2015      |           |
| SN 2015R  | PSN J13443367+0446535 |                | UGC 8690                        |               | 9 avril 2015      |           |
| SN 2015S  | PSN J00312606-4935336 |                | PGC 1923                        |               | 22 juillet 2015   |           |
| SN 2015T  | PSN J23072407-6129212 |                | ESO 147-G20                     |               | 16 juin 2015      |           |
| SN 2015U  | PSN J07285387+3349106 |                | NGC 2388                        | 206 000 000   | 13 février 2015   |           |
| SN 2015V  | PSN J17492705+3608360 |                | UGC 11000                       |               | 4 avril 2015      |           |
| SN 2015W  | PSN J06574303+1334457 |                | UGC 3617                        |               | 12 janvier 2015   |           |
| SN 2015X  | PSN J07164258+2951227 |                | UGC 3777                        |               | 23 février 2015   |           |
| SN 2015Y  | PSN J09023787+2556042 |                | NGC 2735                        | 130 000 000   | 11 avril 2015     |           |
| SN 2015Z  | PSN J15044078+1237436 |                | NGC 5837                        | 425 000 000   | 16 juin 2015      |           |
| SN 2015aa |                       |                |                                 |               | 19 mai 2015       |           |
| SN 2015ab | PSN J02283286+2017077 |                | NGC 938                         | 187 000 000   | 10 juillet 2015   |           |
| SN 2015ac | PSN J23164332+3359476 |                | UGC 12474                       |               | 28 juillet 2015   |           |
| SN 2015ad | PSN J02484234+1418454 |                | UGC 2282                        |               | 28 juillet 2015   |           |
| SN 2015ae | PSN J23470615+2929074 |                | NGC 7753                        | 232 000 000   | 6 août 2015       |           |
| SN 2015af | PSN J19273770+5422340 |                | NGC 6801                        | 202 000 000   | 9 août 2015       |           |
| SN 2015ag | PSN J00422186+2938415 |                | IC 43                           | 219 000 000   | 6 août 2015       |           |
| SN 2015ah | PSN J23002463+0137368 |                | UGC 12295                       |               | 6 août 2015       |           |
| SN 2015ai | PSN J13480490+6149153 |                | UGC 8734                        |               | 2 juillet 2015    |           |
| SN 2015aj | PSN J06280368+7418338 |                | UGC 3460                        |               | 2 septembre 2015  | 18,3      |
| SN 2015ak | PSN J22151967-6532534 |                | ESO 108-21                      |               | 18 août 2015      | 16,0      |
| SN 2015al | PSN J19251269-5336028 |                | près de PGC 63183               |               | 10 août 2015      | 18,5      |
| SN 2015am | PSN J02090990+3159515 |                | UGC 1641                        |               | 13 août 2015      | 18,7      |
| SN 2015an | PSN J08241502-1846281 |                | IC 2367                         |               | 13 septembre 2015 | 15,2      |
| SN 2015ao | PSN J01505356-3600308 |                | ESO 354-G3                      |               | 6 octobre 2015    | 17,7      |
| SN 2015ap | PSN J02051332+0606084 |                | IC 1776                         | 151 000 000   | 8 septembre 2015  | 17,3      |
| SN 2015aq | PSN J09254453+3416361 |                | UGC 5015                        |               | 21 septembre 2015 | 15,6      |
| SN 2015ar | PSN J01072038+3223598 |                | NGC 383                         | 231 000 000   | 11 novembre 2015  | 18,8      |
| SN 2015as | PSN J10081137+5150409 |                | UGC 5460                        |               | 15 novembre 2015  | 16,0      |
| SN 2015at | PSN J13344316+0920194 |                | IC 900                          |               | 11 juillet 2015   | 16,6      |
| SN 2015au | PSN J22305942-1359561 |                | NGC 7300                        | 220 000 000   | 10 novembre 2015  | 17,7      |
| SN 2015av | PSN J20293645-4350277 |                | ESO 285-G20                     |               | 16 novembre 2015  | 17,6      |
| SN 2015aw | PSN J02062253-5201267 |                | ESO 197-G24                     |               | 12 juillet 2015   | 15,9      |
| SN 2015ax | PSN J01181560+1505588 |                |                                 |               | 30 octobre 2015   | 17,2      |
| SN 2015ay | PSN J01094677+1318289 |                | UGC 722                         |               | 2015              |           |
| SN 2015az | PSN J03094251+4058293 |                | IC 290                          |               | 2015              |           |
| SN 2015ba | PSN J14322919+4953345 |                | IC 1029                         | 120 000 000   | 2015              |           |
| SN 2015bb | PSN J14513783+4035514 |                | NGC 5772                        |               | 2015              |           |
| SN 2015bc | PSN J05225991-0008174 |                | UGC 3301                        |               | 2015              |           |
| SN 2015bd |                       |                |                                 |               | 2015              |           |
| SN 2015be |                       |                |                                 |               | 2015              |           |
| SN 2015bf |                       |                |                                 |               | 2015              |           |
| SN 2015bg |                       |                |                                 |               | 2015              |           |
| SN 2015bh |                       |                |                                 |               | 2015              |           |

### 2016 et après
2429 supernovas du 1er janvier au 30 mai.
| Nom             | Nom provisoire | Constellation | Galaxie | Date     | Magnitude |
| --------------- | -------------- | ------------- | ------- | -------- | --------- |
| SN 2016aps (en) |                | Dragon        |         |          | 18,11     |
| …               |                |               |         |          |           |
| SN 2016bse      | iPTF14hls      | Grande Ourse  |         |          | 17,7      |
| …               |                |               |         |          |           |
| SN 2016cok      | ASASSN-16fq    | Lion          | M66     | mai 2016 |           |